# Spice (花*花のアルバム)
『spice』（スパイス）は、日本のデュオ・花*花が2001年9月27日にワーナーミュージック・ジャパンから発売したメジャー3枚目（通算4枚目）のオリジナルアルバムである。

## 内容
前作『2 souls』から11ヶ月ぶりのオリジナルアルバム。
オリコンチャート初登場24位を獲得。2作連続でのトップ30入りを果たした。

## 収録曲
| 全編曲: パパダイスケ（特記を除く）。 |                                            |              |              |       |
| #                                    | タイトル                                   | 作詞         | 作曲         | 時間  |
| 1.                                   | 「恋が育った休日」                         | こじまいづみ | こじまいづみ | 3:54  |
| 2.                                   | 「幸せのうた」                             | こじまいづみ | こじまいづみ | 3:50  |
| 3.                                   | 「ばんそうこう1枚」(spice version)         | こじまいづみ | こじまいづみ | 4:12  |
| 4.                                   | 「1人」                                    | おのまきこ   | おのまきこ   | 2:35  |
| 5.                                   | 「愛を少し語ろう」                         | こじまいづみ | こじまいづみ | 4:04  |
| 6.                                   | 「秘密基地」(dobro mix)                    | 花*花        | こじまいづみ | 3:28  |
| 7.                                   | 「あなたへ…」(h.mix)                       | おのまきこ   | おのまきこ   | 3:04  |
| 8.                                   | 「恋するトマトソース」(編曲: こじまいづみ) | こじまいづみ | こじまいづみ | 2:33  |
| 9.                                   | 「愛する人よ」                             | おのまきこ   | おのまきこ   | 4:08  |
| 10.                                  | 「ハナムケノハナタバ」                     | こじまいづみ | こじまいづみ | 4:49  |
| 11.                                  | 「やっぱり!」                              | おのまきこ   | おのまきこ   | 3:16  |
| 12.                                  | 「スープ」                                 | こじまいづみ | こじまいづみ | 3:16  |
| 合計時間:                            | 合計時間:                                  | 合計時間:    | 合計時間:    | 43:09 |

### 曲解説
1. 恋が育った休日
後に3rdベストアルバム『2×20』にも収録された。
2. 幸せのうた
3. ばんそうこう1枚 (spice version)
メジャー5thシングルのカップリング曲のアルバムバージョン。
4. 1人
5. 愛を少し語ろう
メジャー5thシングルの表題曲。
6. 秘密基地 (dobro mix)
メジャー3rdシングルのカップリング曲のアルバムバージョン。
7. あなたへ… (h.mix)
メジャー4thシングルのカップリング曲のアルバムバージョン。
8. 恋するトマトソース
初めてこじまが単独で編曲まで手掛けた楽曲。
9. 愛する人よ
メジャー2ndシングルのカップリング曲。
10. ハナムケノハナタバ
メジャー3rdシングルの表題曲。
11. やっぱり!
メジャー4thシングルの表題曲。
12. スープ
後に3rdベストアルバム『2×20』にも収録された。

## 参加ミュージシャン
花*花
- こじまいづみ：Vocal (#1,3,11,12)、Chorus (#7)、Piano (#3,7,11,12)
- おのまきこ：Vocal (#3,7,11,12)、Chorus (#5)、Piano (#1)

Support Musician
- パパダイスケ：Acoustic Guitar (#1)、Mandolin (#11)、Tambourine (#5,11)、Ambience (#12)
- 橋本まさし：Acoustic Guitar (#5)
- 品川知昭：Electoric Guitar (#5)
- 岩井眞一：Guitar (#7)
- 田村玄一：Guitar (#11)
- 佐藤研二：Bass (#3,5)
- 納浩一：Bass (#1)
- 松永孝義：Bass (#7)
- 光永巌：Bass (#11)
- 宮田繁男：Drums (#1,7,11)
- 小畑ポンプ：Drums (#3,5)
- 田辺晋一：Percussion (#7)
- 西村浩二：Trumpet (#1,11)
- 数原晋：Trumpet (#5)
- 松本治：Trombone (#1,3,5,11)
- 塩谷博之：Saxophone (#3,7)、Flute (#7)
- 平原まこと：Saxophone (#1)
- ボブ・ザング：Saxophone (#5)
- 高桑英世：Flute (#11)
- 十亀正司：Clarinet (#11)
- 石橋雅一：Oboe (#11)
- 後藤勇一郎ストリングス：Strings (#5,7)

## タイアップ
- TBS系列教養クイズ番組『日立 世界・ふしぎ発見!』2001年7月-9月度エンディングテーマ (#5)
- ネスレ日本『ネスカフェモーメント』CMソング (#9)
- TBS系列紀行ドキュメンタリー番組『世界ウルルン滞在記』2001年1月-3月度エンディングテーマ (#10)
- ロッテ冷凍『スイカバー』CMソング (#11)
- TBS系列ドラマ30『コンビにまりあ』主題歌 (#11)